# Rater de l'Himàlaia
|  | Per a altres significats, vegeu «Rater de l'Himàlaia occidental». |

El rater de l'Himàlaia (Myotis siligorensis) és una espècie de ratpenat de la família dels vespertiliònids. Viu a Cambodja, la Xina, l'Índia, Indonèsia, Laos, Malàisia, Myanmar, el Nepal i el Vietnam. El seu hàbitat natural són els boscos, tant de plana com montans. És una espècie en risc mínim, és a dir, no sembla que hi hagi cap amenaça significativa per a la seva supervivència.